# مارك فـان هيردن
مارك فـان هيردن (بالإنجليزية: Marc van Heerden)‏ هو لاعب كرة قدم جنوب أفريقي في مركز الدفاع، ولد في 16 مارس 1988 في جوهانسبرغ في جنوب أفريقيا. شارك مع منتخب جنوب أفريقيا لكرة القدم. أما مع النوادي، فقد لعب مع نادي أمازولو ونادي جامعة بريتوريا.

## وصلات خارجية
- مارك فـان هيردن على موقع قاعدة بيانات كرة القدم.إي يو (الإنجليزية)
- مارك فـان هيردن على موقع ناشيونال فوتبول تيمز (الإنجليزية)
- مارك فـان هيردن على موقع Soccerway.com (الإنجليزية)